# 레몽 후탈스
레몽 후탈스(Raymond Goethals, 1921년 10월 7일 ~ 2004년 12월 7일)는 벨기에의 전직 축구 겸 축구 감독이다. 1993년 올랭피크 드 마르세유의 UEFA 챔피언스리그 우승에 공헌했으며 "과학자"(Raymond-la-science), "마법사"(le sorcier), "마술사"(le magicien)라는 별명으로 부르기도 했다.

## 경력
선수 시절 포지션은 골키퍼였으며 현역 은퇴 이후에는 감독을 맡았다. 1959년 K. 신트트라위덴서 VV의 감독으로 취임했으며 1966-67 시즌에서 팀의 벨기에 프로 리그 2위에 공헌했다.
1968년 벨기에 축구 국가대표팀 감독으로 취임했으며 벨기에의 1970년 FIFA 월드컵 본선 진출에 공헌했다. UEFA 유로 1972에서 벨기에가 3위를 차지하는 데에도 공헌했다. 1974년 FIFA 월드컵 예선에서 네덜란드와 같은 승점을 기록했지만 골득실에서 뒤지면서 탈락하고 만다.
1976년 벨기에 대표팀 감독을 사임한 뒤 RSC 안데를레흐트의 감독으로 취임했으며 1976-77 시즌에서 팀의 UEFA 컵 위너스컵 결승 진출에 공헌했다. 안데를레흐트는 1976-77 시즌 결승에서 독일의 함부르크 SV에 1-2로 패해 준우승을 차지했지만 1977-78 시즌 결승에서 오스트리아의 FK 아우스트리아 빈을 4-0으로 누르고 우승을 차지하게 된다. 그 뒤 프랑스의 FC 지롱댕 드 보르도, 브라질의 상파울루 FC에서 감독을 맡았다.
1981년 스탕다르 리에주의 감독으로 취임했으며 1982년과 1983년 팀의 벨기에 프로 리그 우승, 1982년 팀의 UEFA 컵 위너스컵 준우승(스페인의 FC 바르셀로나에 패함)에 공헌했지만 1984년 팀이 2년 전에 벨기에 국내 리그에서 승부조작을 벌였던 사실이 드러나자 사임했다.
1990년 올랭피크 드 마르세유의 감독으로 취임했다. 1990-91 시즌에서 팀의 유러피언 컵 결승 진출에 공헌했지만 올랭피크 드 마르세유는 유고슬라비아의 레드 스타 베오그라드와의 결승전에서 승부차기 끝에 패하고 만다. 1991년 유럽 올해의 축구 감독을 수상했으며 1992-93 UEFA 챔피언스리그에서 올랭피크 드 마르세유가 이탈리아의 AC 밀란을 누르고 우승을 차지하는 데에 공헌했다.
1995-96 시즌에서 안데를레흐트의 감독을 맡은 뒤부터 감독에서 은퇴했으며 한동안 축구 해설자를 맡았다. 2004년 12월 6일 대장암으로 인해 향년 83세를 일기로 사망했다.

## 성적
RSC 안데를레흐트
- 벨기에 프로 리그 우승 1회 (1994)
- 벨기에 컵 우승 2회 (1988, 1989)
- UEFA 컵 위너스컵 우승 1회 (1978), 준우승 1회 (1977)
- UEFA 슈퍼컵 우승 2회 (1976, 1978)

스탕다르 리에주
- 벨기에 프로 리그 우승 2회 (1982, 1983)
- 벨기에 컵 우승 1회 (1981)
- 벨기에 슈퍼컵 우승 2회 (1981, 1983)
- UEFA 인터토토컵 그룹 1위 (1982, 1984)
- UEFA컵 위너스컵 준우승 (1982)

올랭피크 드 마르세유
- 리그 1 우승 2회 (1991, 1992)
- UEFA 챔피언스리그 우승 1회 (1993), 준우승 1회 (1991)

#### 벨기에 국가대표팀
- UEFA 유로 3위 (1972)

### 개인
- 판키나도르 : 1991
- 옹즈도르 올해의 감독 : 1991, 1993
- 골든슈 평생 공로상 : 2014
- 프랑스풋볼 역대 최고의 감독 47위 : 2019